# Дубровка (Савинское сельское поселение)
Дубро́вка — деревня в Новгородском районе Новгородской области, входит в состав Савинского сельского поселения.
Расположена на правом берегу реки Волхов, в 7,7 км к северу от федеральной автомагистрали «Россия» М10. Ближайшие населённые пункты — деревни Кирилловка, Теремец (на противоположном берегу).
Улицы — Муравьи, Никиткино, Рассветная, Центральная, Чудинская.